# Arxiu Històric Arxidiocesà de Tarragona
L'Arxiu Històric Arxidiocesà de Tarragona (AHAT) és una institució cultural que pertany a l'arquebisbat de Tarragona. És un arxiu eclesiàstic tot i que conté fons personals tant eclesiàstics com laics. L'abast cronològic és des del segle ix fins al segle xx.
La finalitat de l'AHAT és conservar, restaurar i facilitar l'accés i la consulta dels fons documentals que té en dipòstit. El seu finançament prové per 75% de l'aportació que rep de l'arquebisbat de Tarragona i per 25% per part de l'administració pública local i provincial - de la Diputació de Tarragona i de la Diputació de Lleida- per a projectes arxivístics concrets, i la Generalitat de Catalunya.

## Història

### Precedents
Els documents de l'arxidiòcesi de Tarragona des del segle xi restaven dispersats i acumulats a les parròquies, al Capítol, a l'escrivania comuna, al vicariat, a l'Oficialat i a l'arxiu dels Concilis. Anaven en augment els registres dels arquebisbes, desats a l'Arxiu Episcopal, juntament amb les butlles i breus pontificis.

Tota aquesta documentació va patir la pitjor de les conseqüències degut als enfrontaments entre poders: l'eliminació, la pèrdua i dispersió.
L'any 1374 es va cremar un nombre elevat de documentació a conseqüència de les lluites internes pel poder jurisdiccional de Tarragona entre Pere el Cerimoniós i l'arquebisbe Pere de Claresquí.
La segona pèrdua de documentació fou molt més important. L'any 1811 prenen la ciutat de Tarragona i cremen la secretaria del Capítol on els canonges havien dipositat la documentació més important de la Seu.
L'any 1813 van ser assaltats el Castell del Patriarca i la Pabordia, llocs on s'amagaven els arxius més importants de l'església tarragonina. Dels 4.000 documents de l'arxiu de la Mitra, ressenyats a l'Índex Vell, fet l'any 1675, se'n salvaren menys de la meitat.
El 1869, el Govern va enviar bona part de la documentació de l'arxidiòcesi a l'Arxiu Històric Nacional d'Espanya, moment en què molts d'aquests documents es van dispersar pel territori tarragoní.
Aquest és l'estat en què es trobava la documentació fins a la creació de l'AHAT l'any 1920.

### Fundació
El 9 de febrer de 1920 es determinà la creació d'un arxiu diocesà on es guardessin tots els documents històrics i manuals antics de l'Arxiu de la Província de Tarraconense, de la Taula Arquebisbal, de la Secretaria de Cambra, de la Cúria Eclesiàstica i dels arxius parroquials de tota l'arxidiòcesi.
Aquell mateix dia s'encomanà l'obra a Mossèn Sanç Capdevila i Felip. L'arxiu es va habilitar a la planta baixa del Palau Arquebisbal. D'aquesta manera els documents dispersos pel territori van quedar recollits, conservats i custodiats.
L'any 1932, coincidint amb la mort de Mn. Sanç Capdevila i Felip, la política laica del govern republicà va ocasionar la pèrdua de part de recursos econòmics.
L'any 1935 Mn. Jeroni Claveras i Brunet, especialitzat en arxivística, va ser nomenat nou arxiver diocesà.

### Guerra Civil i primers anys de franquisme
Durant la Guerra Civil (1936-1939), tot i que alguns dels arxius parroquials van ser parcialment destruïts, l'AHAT es va salvar pràcticament tot gràcies al fet que es va tapiar la porta principal de la sala. El Palau Arquebisbal no va ser retornat a l'Església de Tarragona una vegada acabada la guerra. El traspàs no es va efectuar fins al 31 de desembre de 1940.
L'ocupació militar (1939-1940) va impedir el restabliment de les antigues sèries documentals. Va ser creada una única sèrie de notaria de l'arquebisbat, i la documentació de Secretaria de Cambra i Govern va viure un llarg període d'empobriment arxivístic.

### Últims anys de Franquisme fins a l'actualitat
Després d'anys d'estancament de l'AHAT, Mn. Francesc Xavier Ricomà Vendrell, nomenat director l'any 1969, va donar-li un fort impuls. Va encarregar el trasllat dels fons documentals de l'antiga seu al nou edifici de l'AHAT. Es va encapsar documentació que fins aleshores s'havia servat en lligalls. Es va variar el tractament arxivístic aplicat als fons parroquials. Les sèries i les subsèries van ser substituïdes per una numeració continuada.
L'any 1978 va ser nomenat director en Mn. Salvador Ramon i Vinyes. Aquest, va treballar perquè la concentració de la documentació dels arxius parroquials de l'AHAT fos continuada.
L'any 1999 va ser nomenat director en Mn. Manuel M. Fuentes Gasó. Amb ell s'enceta un procés de modernització. Dotant el personal d'espais adequats de treball i als usuaris d'una nova sala de consulta. A més de la concentració d'arxius parroquials també hi té incorporats fons personals siguin aquests eclesiàstics o laics.
Actualment s'ha iniciat un procés de revisió i nou inventariat de tots els fons parroquials i es treballa en l'elaboració del quadre de classificació. També es treballa en la digitalització de la documentació, facilitant la conservació i la difusió dels documents de molts fons. Des de la pàgina web de l'AHAT l'usuari degudament registrat pot accedir a la documentació digitalitzada. També s'organitzen diferents activitats com congressos, cursos i exposicions.

## Arxivers
| Arxiver                             | Període   |
| ----------------------------------- | --------- |
| Mn. Sanç Capdevila i Felip          | 1920-1932 |
| Mn. Jeroni Claveras i Brunet        | 1935-1953 |
| Mn. Francesc Xavier Ricomà Vendrell | 1969-1978 |
| Mn. Salvador Ramon i Vinyes         | 1978-1999 |
| Mn. Manuel M. Fuentes Gasó          | 1999-2021 |
| Mn. Enric Mateu i Usach             | 2021-     |

## Edifici
L'any 1920 per instal·lar el nou arxiu es va habilitar una sala a la planta baixa del Palau Arquebisbal. L'any 1929 el cardenal Vidal i Barraquer va encarregar a l'arquitecte barceloní Jeroni Martorell que projectés un edifici de nova planta. Projecte que no es tirà endavant fins als anys 70. L'any 1968 una plaga de tèrmits va precipitar el trasllat de la seu de l'AHAT. El cardenal Benjamín de Arriba y Castro va demanar assessorament tècnic a la Dirección General de Archivos y Bibliotecas per analitzar la situació. L'informe final constatà la manca d'espai per habilitar-lo. El nou Arxiu va ser construït entre el Palau Arquebisbal i el Seminari Pontifici, amb noves infraestructures i serveis.

## Fons documentals
L'abast cronològic dels fons de l'AHAT són del segle ix fins al segle XX i compost de 1460 metres lineals. Els tipus de fons són els següents:
1 Arquebisbe
2 Vicariat i Oficialat
3 Secretaria de Cambra i Govern
6 Parroquials
11 Personals
12 Baronials
13 Comercials.